# Avempace
Abu Bakr Muhammad ibn Yahya ibn al-Sa'ig ibn Bayyah (en árabe: أبو بكر محمد بن يحيى بن الصايغ;  Taifa de Saraqusta, c. 1080 - Fez, 1139), más conocido en español como Avempace, fue un filósofo musulmán andalusí, que además de la filosofía, cultivó la medicina, la poesía, la física, la botánica, la música y la astronomía. Fue el difusor de la filosofía post-aristotélica en Europa.
Fue visir en Taifa de Saraqusta, con Ibn Tifilwit de 1114 a 1116, antes de que este muriera en una operación militar contra los cristianos. Avempace estaba muy cerca de Ibn Tifilwit, llegándole a escribir un elogio y varios poemas. En 1118 la Taifa de Saraqusta fue reconquistada por Alfonso I fundando Zaragoza. Se cree que dejó la ciudad con dificultad y fue encarcelado por los invasores.   Aparte de este período de encarcelamiento, del que informa en una carta a su amigo Ibn al-Imâm, en la que dice que emprendió la redacción de un tratado filosófico durante su detención, no se tiene información sobre su vida durante el período comprendido entre 1118 y 1136. Permanece en el círculo de poder almorávide y sigue ejerciendo de visir con Yaḥyà ibn Yûsuf Ibn Tâshufîn. Aparece en Sevilla en 1136 con su discípulo Abû l-Ḥasan Ibn al-Imâm. Autor de obras matemáticas, metafísicas y morales muy apreciadas por los musulmanes y a menudo elogiadas por Ibn Tufayl, profesó una filosofía mística que le hizo ser acusado de herejía por sus correligionarios. Debido a su trabajo, representa en Occidente lo que Al-Fârâbî representa en Oriente.

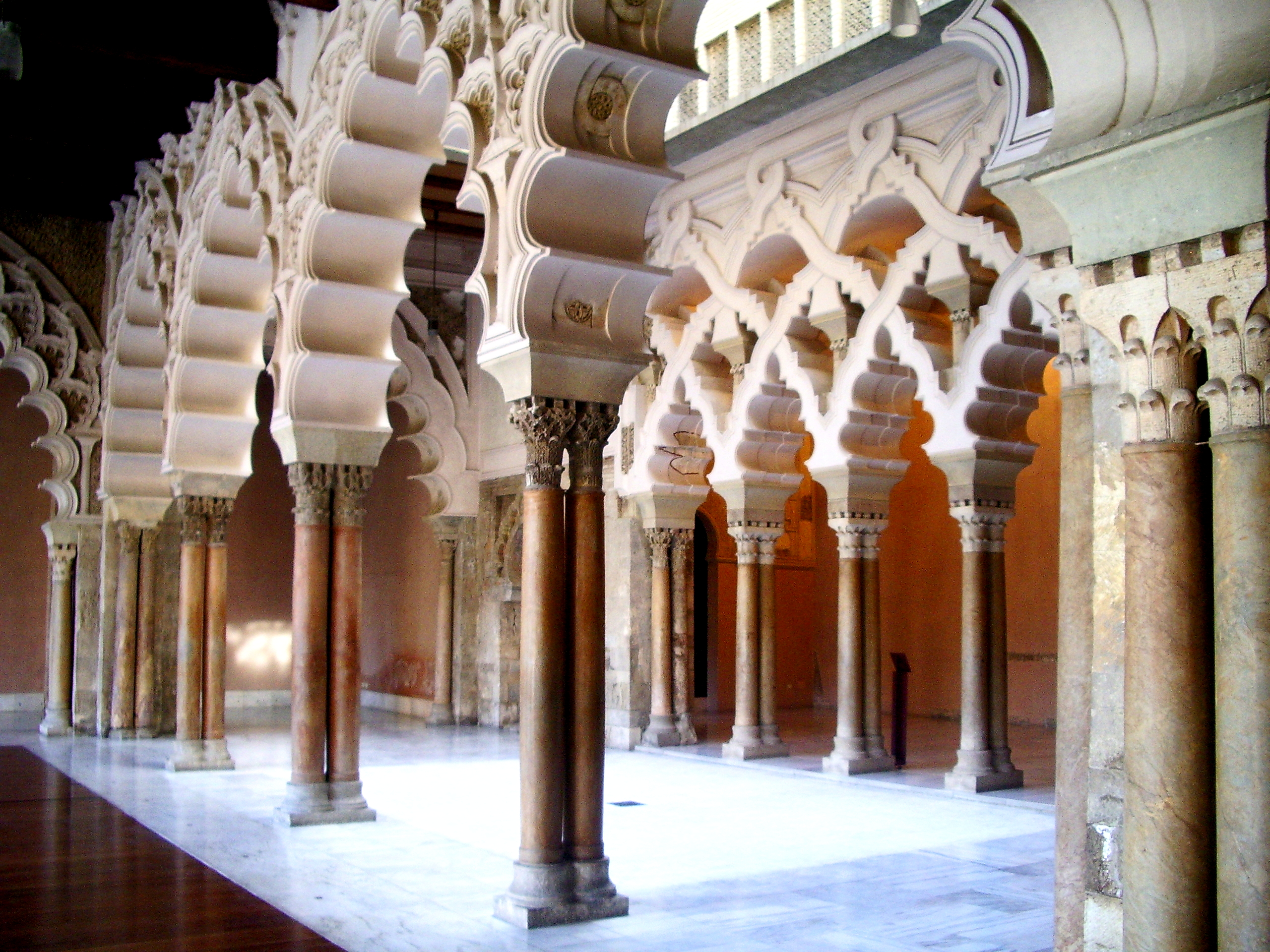
Interior del Palacio de la Aljafería en el actual Zaragoza. El lugar donde se reunían los intelectuales musulmanes, entre los que estuvo Avempace.

## Biografía

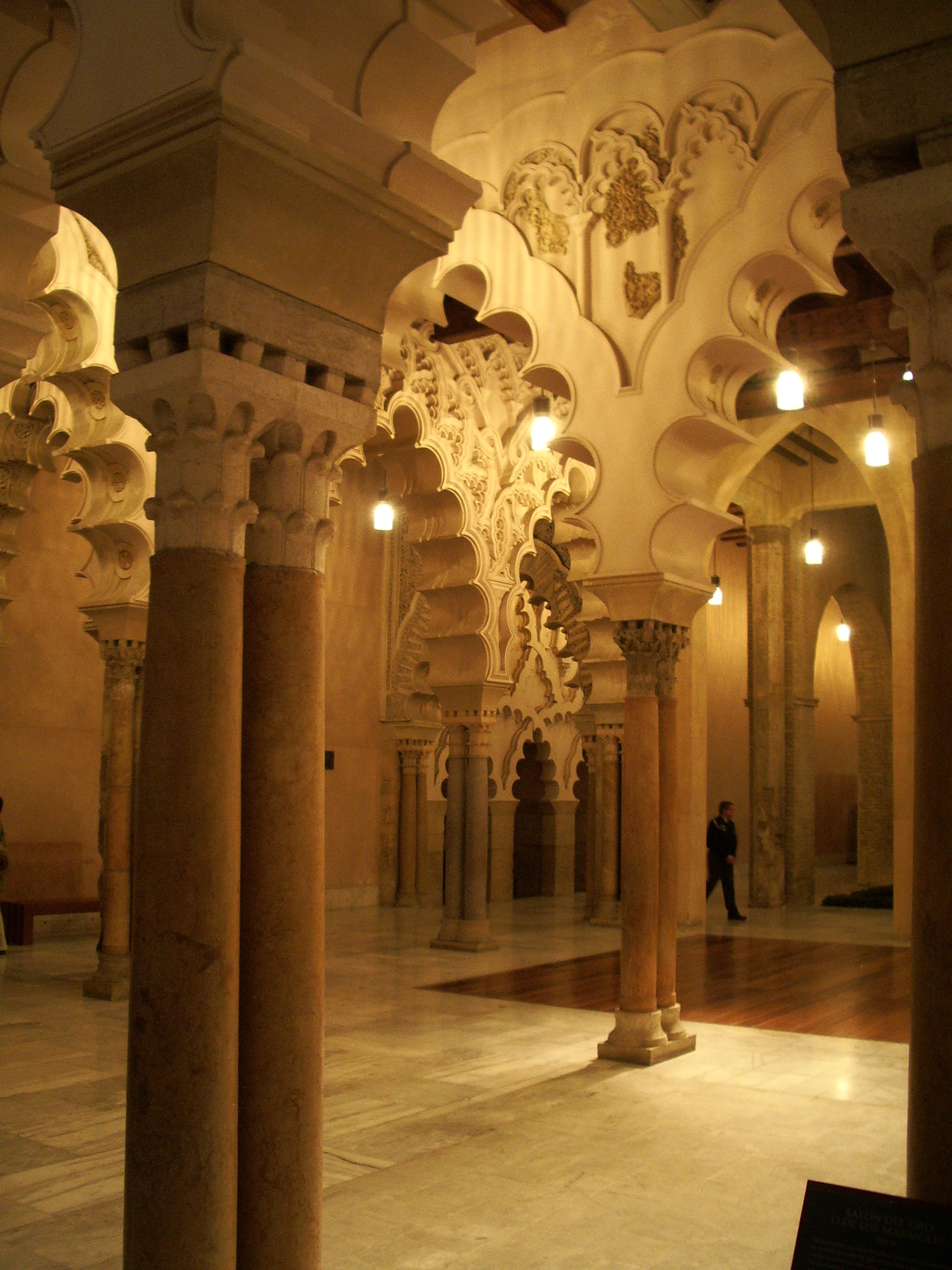
La Aljafería, palacio de los reyes taifas y almorávides saraqustíes. Avempace fue visir de Ibn Tifilwit entre 1115 y 1117.

Nació en lo que hoy es Zaragoza entre 1070 y 1090 de familia humilde, hijo de plateros, cuando Zaragoza estaba ocupada por los almorávides. El gobernador, Ibn Tifilwit, lo recibió entre sus íntimos, nombrándolo visir, cargo que ocupó probablemente de 1115 a 1117. Durante ese periodo fue enviado a una misión diplomática ante los hudíes desterrados, pero fue hecho prisionero por éstos, aunque por poco tiempo. En 1118, con la conquista cristiana, se ve obligado a emigrar, primero a Játiva, y luego a Almería, Granada y Orán, hasta recalar en la ciudad de Fez, donde murió, probablemente envenenado en 1139.
Sus obras abarcan casi setenta títulos, aunque la mayoría no ha llegado hasta nosotros. Destacan, en primer lugar, los comentarios a las obras de Aristóteles, que parecen pertenecer a la primera etapa de su producción, y que corresponde a sus inicios en Zaragoza. Así los Comentarios a la Física, a la Lógica, el tratado Sobre el alma, el de la Generación y corrupción, la Historia de los animales y la Historia de las plantas, entre otras.
Entre sus obras originales, que podrían pertenecer a una etapa posterior, en el exilio, hay que mencionar sobre todo tres: El régimen del solitario, el Tratado de la unión del Intelecto con el Hombre y la Carta del adiós. Todas ellas fueron vertidas al castellano por el excelso arabista aragonés Miguel Asín y Palacios.

## Difusor de la filosofía post-aristotélica en Europa
Ibn Bayya es una de las personalidades más relevantes de la historia intelectual y filosófica del mundo árabe, y su importancia radica en tres puntos, pero no se reduce a ellos:
1. Avempace es el primer filósofo propiamente dicho de al-Ándalus. Antes de él habían florecido teólogos, médicos, juristas, astrónomos, literatos, pero nadie se había dedicado a la especulación filosófica con el rigor de Avempace.
2. Es la figura cimera de un momento de máximo esplendor en la vida cultural de la Taifa de Saraqusta, cuyo apogeo político e intelectual se da entre el último cuarto del siglo XI y los años que transcurren hasta su conquista por parte del rey de Aragón Alfonso I El Batallador en el año 1118. Entre las figuras que destacaron en la corte de los reyes Hudíes, quienes construyen el magnífico palacio de la Aljafería, se encuentran ilustres personalidades, como los judíos Ibn Gabirol (Avicebrón), Ibn Ezra, Yehuda ha Leví, o Ibn Paquda (por citar solo unos nombres), o musulmanes, como Ibn Fathun al-Himar y Al-Kirmani, quien introdujo la Enciclopedia de los Hermanos de la Pureza en Taifa de Saraqusta en 1060. En este ámbito Avempace descuella como músico, poeta, médico, botánico, astrónomo, astrólogo, matemático, físico, lógico y político. Fue alabado como el más grande de los filósofos andalusíes por sus contemporáneos, entre ellos Maimónides, Ibn Tufail y Averroes. Es citado asimismo por los filósofos de la tradición cristiana, influyendo directamente en Santo Tomás de Aquino o San Alberto Magno.
3. La propia aportación a la filosofía es el tercer motivo de su importancia. Avempace asume en su integridad la filosofía de Aristóteles por primera vez en occidente, inspirado, eso sí, en los comentarios de Al-Farabi e Ibn Sina (Avicena), y pone esta corriente empírica al servicio de una síntesis entre el platonismo, el aristotelismo, y la mística musulmana, dando lugar a una filosofía personal, un racionalismo místico islámico en el que bebieron filósofos posteriores, sobre todo el cordobés Averroes.

## Diversidad de sus conocimientos
Tenía vastos conocimientos de medicina, matemáticas y astronomía, aunque destacó fundamentalmente como filósofo, pues fue el iniciador en al-Ándalus de un pensamiento filosófico puro, conocido en el mundo árabe como «falasifa», que se distinguía del pensamiento teológico, que era el que generalmente se daba en al-Ándalus. Para ello el pensamiento racional se desvinculaba de cualquier fin religioso, y su camino debía ser el de la lógica aristotélica. Es en este punto donde Avempace traza el camino que seguirían Averroes y Maimónides, que además continuaron muchas de sus líneas filosóficas. Por otro lado, el pensamiento hispanomedieval anterior a Avempace buscaba fundamentalmente encontrar una explicación racional a la verdad revelada del Corán, y para ello intentaba conciliar un neoplatonismo ascético o místico con el pensamiento.
Si bien fue pionero como filósofo, su actividad intelectual se desplegó en muchos otros campos del conocimiento. Profesionalmente era médico, y por ello era farmacólogo y botánico, ya que estas tres disciplinas estaban estrechamente conectadas en el islam, pues se usaba el conocimiento de las plantas como base de la curación. Como músico fue asimismo célebre entre sus contemporáneos. En cuanto a la formación intelectual, era obligado en el mundo árabe dominar las disciplinas científicas más valoradas que eran la física y la astronomía, que en su tiempo no se distinguía claramente de la astrología; y asimismo la retórica y la poesía, tanto o más consideradas que las ciencias, pues la música, las matemáticas y la poesía mantenían una indisoluble relación.
Su obra capital, titulada El régimen del solitario, es una protesta moral contra el materialismo y la vida mundana de las clases dominantes de la época. Afirma que, dada la corrupción de la sociedad, el hombre que ha comprendido su verdadera condición debe mantenerse al margen de ella, al menos con el pensamiento.
Su pensamiento tuvo gran influencia en Ibn Rushd (Averroes) y Alberto Magno. La mayoría de sus escritos no se vieron completados (o bien organizados) debido a su pronta muerte.

### Música y poesía
Fue muy temprana su inclinación a la música y la poesía, que en la época eran indisociables. Todos los autores coinciden en sus dotes para el canto, la ejecución, la composición y la teoría musical. En este campo escribió un extenso tratado titulado Fi-l-‘alhan (Sobre las melodías musicales), hoy perdido. Además compuso un comentario al tratado sobre la música de Al-Farabi, que, en opinión del historiador argelino Al-Maqqarí (1591-1634) hacían inútiles todos los libros escritos sobre el tema con anterioridad.
En cuanto a su actividad como poeta, nos han llegado algunas composiciones y anécdotas que reflejan su ingenio y dotes poéticas, pero su posible producción nos es desconocida. El islamólogo español Emilio García Gómez (1905-1995) considera que fue Avempace quien fundió por primera vez la poesía árabe clásica con las formas romances de la lírica de influencia cristiana; según el mismo autor el resultado fue la forma de moaxaja llamada zéjel, compuesta en árabe dialectal y adaptado a la melodía de las canciones cristianas.
Recientemente, el portal Webislam de conversos españoles al islam, publicó que la partitura de la Nuba al-Istihlál de Avempace (siglo XI), con arreglos de Omar Metiou y Eduardo Paniagua, guarda una similitud casi absoluta con la marcha granadera (siglo XVIII) que es hoy himno oficial de España.

### Botánica

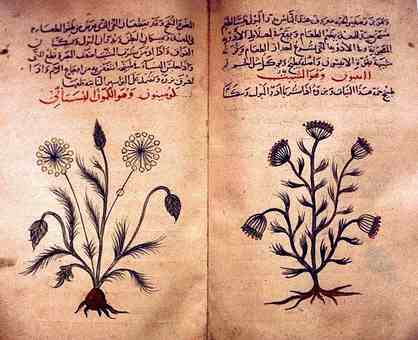
Tratado de botánica árabe

Redactó en este campo y en colaboración con Abu-l-Hasán Sufián al-Andalusí un Libro de las experiencias, con el que se quería completar el Libro sobre los medicamentos simples del toledano Ibn Wafid (m. 1075), el Abenguefiz de los farmacólogos latinos medievales, y aunque el libro se perdió, se sabe de él por las más de doscientas alusiones y citas que de él hace el malagueño Ibn al-Baitar (h. 1190-1248). Se conservan solo dos breves tratados, el Kalam 'ala ba'a kitab al-nabat (Discurso acerca de algunos libros sobre las plantas) y Kalamu-hu fi-l-nilufar (Discurso sobre el nenúfar).
En el primero de estos tratados se comprueba que Avempace, junto con Averroes e Ibn Zuhr o Avenzoar, es el eslabón entre los dos grandes botánicos andalusíes: Al-Bakrí (m. en 1094) y Al-Gafiqí (m. en 1166). Por otro lado parece ser que esta obra influyó directa o indirectamente en el De vegetalibus de San Alberto Magno (1206-1280). En el segundo se plantea, poniendo como ejemplo el nenúfar, que no tiene raíces terrestres, si hay una clara división entre el reino animal y el vegetal e indaga sobre la reproducción vegetal, sobre la que Aristóteles había concluido que no había reproducción sexual, sino que dependía de la nutrición y el crecimiento. Avempace plantea la posibilidad de la sexualidad vegetal, aunque no llega a ninguna solución definitiva, que no llegaría hasta la obra de Rudolf Jacob Camerarius (1665-1721).
Hay que recordar que Avempace se dedicó toda su vida a su profesión de médico, por la que fue muy reputado desde sus comienzos en Zaragoza hasta el fin de sus días en Fez, y que su medicina se basaba fundamentalmente en el conocimiento de las propiedades curativas de las plantas, lo que hacía que todo gran médico fuese a su vez un profundo conocedor de la botánica.

### Física
En el terreno de la física, sus ideas nos han llegado a través de los testimonios de Averroes y a través de un manuscrito que contiene un comentario a la Física de Aristóteles y una carta dirigida a su amigo Ibn Hasday. Las fuentes que emplea para estos comentarios son el comentario a la Física del estagirita de Alejandro de Afrodisias (siglo III) y las ideas neoplatónicas de Juan Filopón (siglo VI). Su física es más teórica que práctica, y contrasta con la de Averroes pues esta teñida de platonismo.

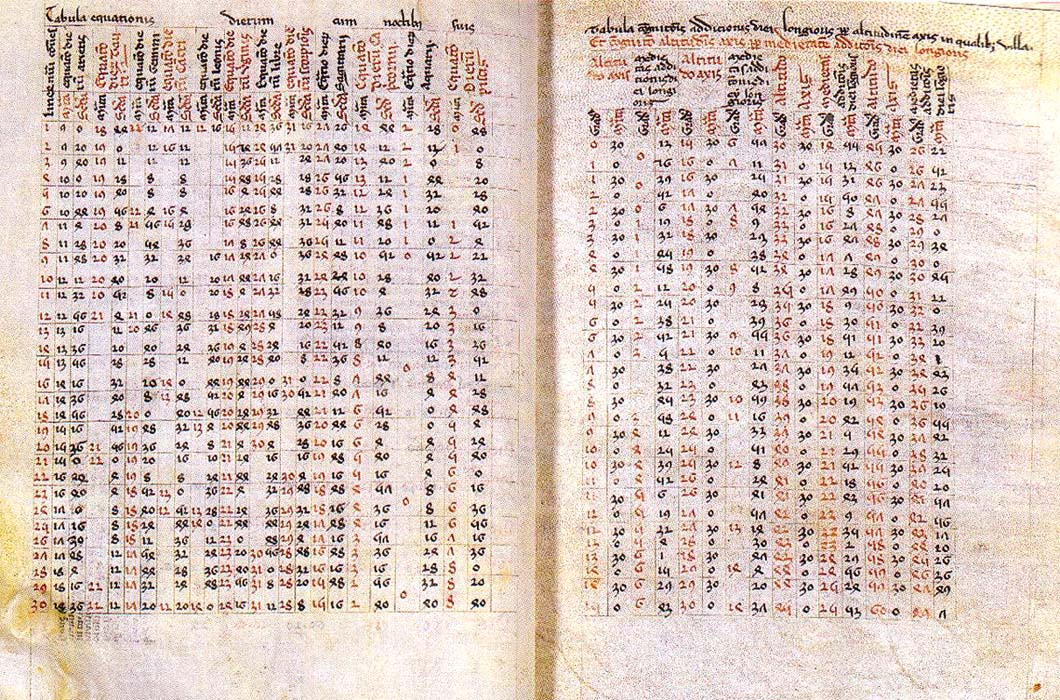
Tablas alfonsíes. La astronomía de Alfonso X el Sabio partió de los conocimientos árabes.

### Astronomía
Escribió el pequeño tratado Nubad yasira 'ala al-handasa wa-l-hay'a (Fragmentos sencillos sobre geometría y astronomía) y por una cita de Maimónides. Una vez más, se apartó de Aristóteles al concebir un sistema astronómico sin epiciclos pero con esferas excéntricas, al modo de Ptolomeo.
La astronomía era una ciencia fundamental para el mundo árabe, pues era la disciplina obligada para todos los sabios, que completaba o daba sentido a la física, la matemática y otros saberes. Las tablas diseñadas por los astrónomos árabes fueron la base de los libros de astronomía de Alfonso X el Sabio (siglo XIII).
No hay que olvidar, sin embargo, que los científicos islámicos consideraban la astronomía y la astrología como una misma área científica, lo que hace que sus conclusiones, muchas veces orientadas a la adivinación (pues era para ellos solo la lectura del gran libro celeste creado por Alá) y a otros fines, no tienen el mismo objeto que en nuestros días.

## Filosofía
Su pensamiento se puede resumir de la siguiente manera: el ideal del hombre es el conocimiento puro, la especulación y la contemplación pura.
Dice en la Carta del Adiós refiriéndose a la ciencia y la filosofía:

«siempre será cierto que nosotros abrigamos la esperanza de llegar con ellas a algo grande, que no sabemos qué cosa sea en concreto, aunque sí sabemos que a su grandeza no encontramos cosas con qué compararla en el alma, no podemos tampoco expresar cómo cabría corresponder a su nobleza, majestad y hermosura. Hasta tal punto es así, que algunos hombres creen que con ella se transforman en luz y que suben al cielo [...]»
Avempace, Carta del Adiós.

Se trata, como se ha dicho, de una «contemplación pura» es decir, desprovista de acción, buscada por sí misma y no por el placer y felicidad que nos pueda reportar ni en esta vida ni en la otra. En esta situación, «el hombre deja de ser humano para convertirse en divino», porque con semejante contemplación el hombre se identifica y funde con Dios.
Si para Avempace es válida la definición aristotélica de hombre como «animal racional», sin embargo, no es la que apunta a lo más radical y fundamental del hombre, puesto que, por encima de la razón, está el «intelecto», el «hombre intelectual».
En efecto distingue entre tres niveles en el hombre:
1. Los pertenecientes a la gran «masa», que solo saben de las cosas materiales, singulares, sometidas al espacio y al transcurrir del tiempo.
2. En un estrato superior están los hombres de ciencia, los que usan la «razón», con la cual «abstraen» las nociones y las leyes universales partiendo de las cosas singulares materiales, para luego aplicarlas de nuevo a esos objetos individuales y dimensionados. En este estrato, «aunque el hombre se introduce en el nivel especulativo, no se despoja totalmente de lo material», pues dependen de él para abstraer y necesitan de él para aplicar los principios de la ciencia que practican y construyen. Se trata del «nivel de los hombres científicos».
3. Por fin, el tercer nivel, el superior, es el de los que abandonan por completo el espacio, el tiempo, lo singular y lo material, para contemplar únicamente los seres espirituales, los inteligibles puros, suministrados por el «Intelecto Agente», intermediario entre Dios y lo material. Por medio de él se une a Dios en una vía mística, extática, llevada a cabo por un Intelecto que no es racional, sino suprarracional. De este modo la unión y fusión absoluta en Dios, con la felicidad suprema, se llevan a cabo «en esta vida» poniendo así en peligro un concepto coránico, la inmortalidad en la otra vida, y perdiéndose la individualidad personal en el tránsito hacia el paraíso.

Pero para Avempace este último nivel es difícilmente alcanzable debido a que las circunstancias de la vida en sociedad ponen todo tipo de trabas a su consecución. Por ello, Avempace, por primera vez en la historia, y en una idea que será muy cara a la ascética, a Kierkegaard o a Nietzsche, propone el apartamiento de la sociedad política en que vive para cumplir ese destino último. El hombre debe emprender un camino íntimo con un objetivo claro al que dirigir todos sus pasos, el «régimen  del solitario», para de este modo alcanzar la excelsitud. El término «régimen» (tadbir en árabe) es aclarado en su libro El régimen del solitario con estas palabras:

La palabra «régimen» se dice en la lengua de los árabes en muchos sentidos que los lingüistas han estudiado. Pero el significado más conocido es, en resumidas cuentas, el que se refiere a la ordenación de unos actos con vistas a un fin propuesto.
Avempace, El régimen del solitario.

Sigue entonces aclarando que el régimen solo se puede dar en los seres racionales e intelectuales, que son los únicos capaces de proponerse un fin para ordenar, dirigir, gobernar sus acciones de cara al mismo. Por eso,

«el régimen por excelencia, —dice Avempace— el que se entiende como tal y por excelencia, es el de Dios al crear y gobernar el mundo, del cual el del hombre es solo una derivación y copia defectuosa. Y, dentro del régimen humano —concluye— el que se entiende como tal y por excelencia, es el político, a saber, el del gobierno de la ciudad por parte del gobernante que encamina las acciones de todos sus súbditos racionales hacia el fin supremo de la perfección total y felicidad plena de los mismos y del cuerpo social».
Avempace, El régimen del solitario.

Cuando un grupo de hombres alcancen la excelsitud podrán establecer «una comunidad en que reine la justicia y la salud», no necesitando ni médicos, pues todos conocerán el modo en que deben alimentarse y administrarse remedios. Esta república, basada en la de Platón, es el ideal político al que se llega en la Política de Avempace, como nueva sociedad civil muy distinta de la que se partía. Por tanto, queda claro que el hombre es un ser social por naturaleza, y solo excepcional y accidentalmente se aparta del estado corrupto para poder buscar su propia perfección que luego aplicará a la sociedad regida por la verdad, la virtud y el amor entre los hombres.

## Ediciones de obras de Avempace
- Libro sobre el alma, traducción y edición de Joaquín Lomba; Trotta: Madrid, 2007. ISBN 978-84-8164-947-5
- Carta del adiós y otros tratados filosóficos [Risalat al-wada'], edición de Joaquín Lomba; Trotta: Madrid, 2006. ISBN 84-8164-791-8
- El régimen del solitario [Tadbir al-Mutawahhid], edición de Joaquín Lomba; Trotta: Madrid, 1997. ISBN 84-8164-171-5
- Libro de la generación y corrupción [Kitāb al-kawn wa-al-fasād], edición de Josep Puig; CSIC: Madrid, 1995. ISBN 8400074807

## Eponimia
- El cráter lunar Ibn Bajja lleva este nombre en su memoria.[5]